# Конкордија Сађитарија
Конкордија Сађитарија је насеље у Италији у округу Венеција, региону Венето.
Према процени из 2011. у насељу је живело 8677 становника. Насеље се налази на надморској висини од 3 м.

## Становништво
| 1951. | 1961. | 1971. | 1981.  | 1991.  | 2001.  | 2011.  |
| ----- | ----- | ----- | ------ | ------ | ------ | ------ |
| 8.298 | 8.451 | 9.216 | 10.361 | 10.558 | 10.492 | 10.640 |